# Walancina Hapawa
Walancina Ihnacjeuna Hapawa (biał. Валянціна Ігнацьеўна Гапава; ur. 1923, zm. 2003) – białoruska slawistka.
Napisała prace historycznoliterackie, m.in. monografię Elizy Orzeszkowej (1969), zbiory artykułów o współczesnych związkach literatury białoruskiej i polskiej Sadrużnaść literatur (1968), Staronki literaturnych suwiaziej (1975) i Zmienliwaje i spradwierznaje (1975). Jest również współautorką historii literatury białoruskiej (1965) i haseł encyklopedycznych o polskich pisarzach.